# 格利澤1276
格利泽1276是一顆位於水瓶座附近的白矮星，距離地球約27.8光年。